# Мишо, Юлиан Александрович
Юлиа́н Алекса́ндрович Мишо́ (пол. Julian Michaux; 1868, Российская империя — 11 декабря 1925, Польша) — российский и польский фехтовальщик и тренер (сабля).

## Биография
Сын поэта и журналиста Александера Мишо (1839—1895), предки которого переехали в Польшу из Бельгии.
Учился у лучших французских и итальянских фехтовальщиков. В первой половине 1890-х годов при открытии в Варшаве военного фехтовально-гимнастического зала был приглашён туда старшим учителем фехтования. Преподавал фехтование на саблях по итальянской методике (в основном, работает не кисть, а рука от локтя.). Не слишком известная в Польше итальянская школа быстро обрела популярность, и вскоре Мишо стал преподавателем фехтования ещё в нескольких спортивных обществах Варшавы. Одним из учеников Мишо был Пётр Заковорот — будущий известный российский фехтовальщик, а позднее — один из основоположников советской школы фехтования. Он оставил воспоминания о своём первом занятии с учителем:

Показав мне на первом занятии, как держать эспадрон и как стать в позицию, Мишо взял оружие и приказал защищаться. Не успел я подумать, что, пожалуй, сумею устоять перед своим не особенно сильным с виду противником, как Мишо сделал выпад, сабля его блеснула в воздухе, а моя со звоном полетела на землю. Я поднял оружие и снова приготовился к обороне. Отбиваю первый удар, но клинок Мишо тут же упирается в мою грудь.
— воспоминания Петра Заковорота.
Мишо принял участие в ряде международных соревнований, в частности:
- В 1900 году стал одним из первых российских участников Олимпийских игр — в соревнованиях по фехтованию на саблях среди маэстро (то есть, фактически среди профессионалов) занял 5-е место (его ученик Пётр Заковорот был 7-м): в полуфинальной группе одержал 6 побед при 1 поражении, в финальной — 3 победы при 4 поражениях[7]. За этот результат он получил 400 франков (в пересчёте — 152 рубля)[8].
- В 1910 году на крупном турнире по фехтованию в Париже в соревнованиях на саблях занял 5-е место (Пётр Заковорот был 3-м)[9].

Умер Мишо в 1925 году; похоронен в Варшаве на кладбище Старые Повонзки.